# Sis (Cilicia)
Sis (en idioma armenio: Սիս) fue la capital del Reino armenio de Cilicia.  El complejo fortificado se encuentra al suroeste de la ciudad turca moderna de Kozan, en la provincia de Adana.

## Historia
En el III milenio a. C. Sis fue uno de los asentamientos hititas en la llanura de Cilicia entre las montañas y la costa mediterránea.
Durante el siglo I a. C. parece haber sido una población no fortificada en la provincia romana de Cilicia Secunda. Los nombres Sisan o Sisia se mencionan por primera vez en los siglos V y VI en fuentes griegas y latinas. En el 703-704 los colonos bizantinos repelieron un ataque árabe, pero pronto se vieron forzados a abandonar la ciudad, que se convirtió en un puesto fronterizo para el Califato abasí. El califa al-Mutawakkil reconstruyó los defensas bizantinas hacia la mitad del siglo IX.  El emperador bizantino Nicéforo II reconquistó Sis en el 962, que después pasó a ser una posesión de Armenia en 1113, cuándo  fue ocupada y reparada por Rubenid Barón Toros I.
Desde finales del siglo XII hasta el siglo XIII el castillo fue ampliado significativamente durante los reinados de los reyes Levon I y Het‛um I con un «palacio», edificios residenciales, iglesias, y jardines.  Wilbrand von Oldenburg, un monje teutónico que visitó Sis en 1212, encontró una completa y bien establecida capital. A Zapēl, la esposa de Het'um , se le atribuye la construcción de un hospital en la ciudad el año 1241. Un fragmento de una inscripción- dedicatoria todavía in situ se encuentra dentro del castillo se con el nombre de «Het‛um».
En 1266 los mamelucos saquearon y quemaron la ciudad. En 1275 de nuevo sufrieron otro ataque por los mismos asaltantes que esta vez fueron derrotados por las fuerzas armenias. Un siglo más tarde, en 1369 de nuevo los mamelucos conquistaron la ciudad otra vez, pero fueron forzados a dejarla. Finalmente, en 1375 los mamelucos de nuevo tomaron la ciudad, la saquearon, la quemaron, y capturaron al rey y muchos nobles.  Con Sis caído también se redujo el Reino armenio de Cilica.
Según Gregory de Akner: 

Quemaron la ciudad de Sis, que fue la sede de los reyes armenios. Echaron leña al fuego y una gran iglesia que estaba en el centro de SIS la quemaron. Demolieron las tumbas de los reyes.

En el siglo XX los armenios continuaron habitando la ciudad donde se conservan varias estructuras residenciales medievales.
El castillo en Sis es uno de los sitios fortificados más grandes del Levante mediterráneo.  Si se colocan de extremo a extremo, las paredes del circuito medirían casi 3 kilómetros en longitud. Los muros, torres, cisternas, y los edificios residenciales están cuidadosamente adaptados al elevado terreno de piedra caliza. La gran mayoría de estas construcciones fueron hechas con un buen corte de sillar, una mampostería propia de las fortificaciones de Armenia. Hay fragmentos de murallas bizantinas así como un pasillo de entrada en el sureste que estuvo construido durante la ocupación de los  mamelucos y tiene una inscripción en árabe.  Debido a su ubicación estratégica, Sis tiene un carácter indivisible con los castillos en Andıl, Anazarba, y Tumlu. 
Directamente bajo el castillo, al sureste hay una gran plano de terreno que tiene los restos de varias iglesias y capillas importantes en el compuesto de los Patriarcas incluyendo la basílica de Sta. Sofía construida por el rey Het'um y en del siglo XVIII la iglesia de San Gregorio el Iluminador. Una de las capillas, Kara Kilise, todavía conserva el ábside y la bóveda apuntada sobre la nave.